# Bürgerkrieg in Libyen seit 2014
Der Zweite Bürgerkrieg in Libyen ist eine kriegerische Auseinandersetzung zwischen Truppen und Milizen der Regierung Fayiz as-Sarradsch unter dem Government of National Accord (GNA), welches Teile West-Libyens mit der Hauptstadt Tripolis kontrolliert, sowie den Truppen des Machthabers Ost-Libyens, Chalifa Haftar. Die Vereinten Nationen gaben an, dass es bis August 2015 435.000 Binnenflüchtlinge gab und dass rund eine Million Menschen nach Tunesien geflüchtet sind.
Rund 2,4 Mio. Menschen in Libyen brauchen humanitäre Unterstützung, während rund 1,2 Mio. an Mangelernährung leiden oder hungern (die meisten davon im seit 2014 umkämpften Bengasi). Rund 250.000 Flüchtlinge aus anderen Ländern halten sich in Libyen auf, die oftmals Gewalt und sexuellen Übergriffen ausgeliefert sind oder zur Zwangsarbeit herangezogen werden.
Eine zusätzliche Eskalation erfuhr der Konflikt durch das Eingreifen der Terrororganisation „Islamischer Staat“ (IS) in die Kämpfe. Der IS rief im Herbst 2014 in Libyen ein Emirat aus, bekämpfte beide Seiten, verübte Anschläge in deren Gebieten und brachte einige Gebiete zeitweise unter seine Kontrolle. In der IS-Hochburg Sirte errichteten IS-Kämpfer ein Terrorregime, geprägt von Gräueln und Verbrechen gegen die Menschlichkeit. 2016 verlor der IS weitgehend seine Gebiete in Libyen und ging in den Untergrund.
Die nationale Minderheit der Tuareg nutzte die Situation und errichtete im Südwesten Libyens einen praktisch unabhängigen eigenen Staat in einer Region um Ghat herum.
Die Kommissionsvorsitzende der Afrikanischen Union, Nkosazana Dlamini-Zuma, äußerte im April 2015, es gebe in Libyen „keinen Staat als solchen“ mehr; dies sei wegen des Gegensatzes zwischen dem westlichen und dem östlichen Landesteil schon früher befürchtet worden.
Am 17. Dezember 2015 wurde zwischen den rivalisierenden Lagern aus Tobruk und Tripolis ein Friedensvertrag vereinbart, welcher bis 2018 den Neuaufbau des libyschen Staates und seiner Institutionen sowie eine Einheitsregierung unter Fayiz as-Sarradsch vorsieht. Allerdings erkannte nach der Bildung der neuen Regierung das Parlament die neue Regierung nicht an, was die eigentlich als „Einheitsregierung“ gedachte Regierung zu einer weiteren Bürgerkriegspartei degradierte. Diese konnte sich allerdings in Tripolitanien behaupten und dort im Mai 2017 ihre Konkurrenten des Neuen Allgemeinen Nationalkongress, sowie im November 2017 die Verbündeten des Tobruk-Lagers militärisch besiegen, was zu einem dauerhaften militärischen Patt führte.
Seit Oktober 2017 wurde in Ägypten über ein Abkommen zur Bildung einer gemeinsamen Armee der beiden Streitkräfte aus West-Libyen und Ost-Libyen beraten.
Gestützt auf seine Miliz und ein Netzwerk aus Bündnissen, die er innerhalb von fünf Jahren mit lokalen Führen geschlossen hatte, ließ Chalifa Haftar seine Truppen im Frühjahr 2019 auf die Hauptstadt Tripolis marschieren. Unterstützt durch Ägypten, Saudi-Arabien, die VAE und offenbar verstärkt durch Söldner der russischen Gruppe Wagner verlangt er, zum „Nationalen Militärführer“ ernannt zu werden, der keiner politischen Kontrolle unterstehen solle.
Fünf Jahre nach dem Beginn der Flüchtlingskrise in Europa ab 2015, in der Libyen als Transitland für Flüchtlinge nach Europa gilt, und neun Jahre nach dem Beginn des Bürgerkriegs in Libyen im Februar 2011 entschlossen sich die Konfliktparteien mit ihren unterstützenden Staaten in einer internationalen Konferenz im Januar 2020 in Berlin zu einer Waffenruhe, einem Waffenembargo und einem Abzug aller ausländischen Kampfverbände.
Seitdem kam es zu keinen größeren Kampfhandlungen mehr, auch wenn die Gewalt nicht vollständig beendet ist. Die international anerkannte Regierung der Nationalen Einheit unter Premierminister Abdelhamid Dabeiba beherrscht mithilfe von mächtigen Milizen den Nordwesten des Landes. Ihr Einflussbereich wird maßgeblich durch türkische Militärbasen in der Region gesichert. Die Truppen General Haftars werden mithilfe russischer Militärpräsenz gestützt.

## Zum Hintergrund
Nach dem ersten Bürgerkrieg und der internationalen Militärintervention 2011 wurde das Land von Kämpfen rivalisierender Milizen erschüttert. Seit dem Sturz des langjährigen Machthabers Muammar al-Gaddafi standen weite Teile des Landes unter Kontrolle dieser Milizen, die sich nicht dem Nationalen Übergangsrat unterstellten. Politische Beobachter sprachen von einem Machtkampf zwischen Milizen und Übergangsrat und warnten vor einem neuen Bürgerkrieg.
Auslöser der Krise waren neben der permanent schlechten Sicherheitslage seit 2011 besonders zwei Schlüsselereignisse. Zum einen ließ General Chalifa Haftar im Mai 2014 das libysche Parlament durch seine Privatarmee „as-Sa'iqa“ besetzen. Ziel dieser Aktion sei es gewesen, Islamisten gefangen zu nehmen. Haftars Truppen erklärten: „Wir, Mitglieder der Armee und Revolutionäre, verkünden die Suspendierung des Allgemeinen Nationalkongresses.“ Anschließend machten seine Truppen und Anhänger Jagd auf seine politischen Gegner.
Der Konflikt eskalierte endgültig, nachdem die Parlamentswahl in Libyen 2014 durch das islamistische Bündnis Morgenröte nicht anerkannt wurde. Dieses Bündnis besetzte daraufhin die Hauptstadt und vertrieb Regierung und Parlament in den Osten des Landes. Nach der Eroberung der Hauptstadt durch die Truppen des Allgemeinen Nationalkongresses soll es von Seiten der Gegenregierung zu schweren Menschenrechtsverletzungen gegenüber politischen Gegnern und Zivilisten gekommen sein.
Seit Februar 2015 versuchten die Vereinten Nationen, aus beiden Regierungen eine Einheitsregierung zu bilden, um den Bürgerkrieg zu stoppen, das Land zu stabilisieren und die Terrorgruppe „Islamischer Staat“ zu bekämpfen.

## Beteiligte Gruppen im libyschen Bürgerkrieg
Die zwei Haupt-Kriegsparteien um Fayiz as-Sarradsch und Chalifa Haftar haben de facto keine geschlossene Armee, die für sie kämpfen, sondern einen Verbund aus Milizen, Stämmen, Söldnern und Verbrecherbanden, die zum Teil untereinander verfeindet sind.

### Die „Einheitsregierung“
Nachdem die aus den Parlamentswahlen im Jahr 2014 gebildete Regierung von islamistischen Milizen gestürzt wurde und die bis dahin international anerkannte Regierung unter Abdullah Thenni in die Flucht nach Osten getrieben wurde, entstand unter Vermittlung der UNO im Laufe des Jahres 2015 eine neue, international anerkannte Einheitsregierung unter Fayiz as-Sarradsch (auch Sarraj oder Serraj geschrieben). Diese „Regierung der nationalen Einheit“ wurde per Vertragsunterzeichnung am 17. Dezember 2015 verkündet und sollte als Übergangslösung bis zu neuerlichen Parlamentswahlen nach zwei Jahren dienen. De facto kontrolliert diese Einheitsregierung mit Tripolitanien aber nur den Nordwesten des Landes.
Die Hauptstadt Tripolis wurde bis dahin allerdings von islamistischen Milizen kontrolliert, die im März 2016 die Ankunft von Sarradsch in seinem Amtssitz mit allen Mitteln verhindern wollten. Letztlich war die Einreise des Regierungschefs aus seinem tunesischen Exil in die libysche Hauptstadt nur auf einem Kriegsschiff über den Militärstützpunkt Abu Sita möglich. Im Anschluss kam es in Tripolis zu Gefechten zwischen der Einheitsregierung und den die Stadt kontrollierenden Milizen. Danach, auch unter internationalem Druck und Unterstützung für Sarradsch, konnte die neue Einheitsregierung nach und nach die Kontrolle über Tripolis gewinnen. Die „Gegenregierung“ im Osten Libyens verzichtete jedoch nicht auf ihre Machtansprüche und kontrolliert weiterhin (2018) den größten Teil des Landes.
Gegen Ende der „Übergangsfrist“, im Jahr 2017, meldete sich General Chalifa Haftar, der die libysche Armee im aus Tobruk regierten Osten führt, häufiger zu Wort und meldete auch Machtansprüche an. Bereits 2014 hatte er als Milizenführer einen Sturm auf das Parlament in Tripolis unternommen.

#### Die Streitkräfte der Einheitsregierung – Libysche Armee
Die „Libysche Armee“ der Regierung setzt sich aus Teilen der Streitkräfte Libyens und drei größeren Milizenbündnissen zusammen.
1. „Morgenröte“: Die Miliz mit dem Sitz in Misrata bildet hier die größte Gruppierung und soll 40.000 Kämpfer umfassen. In Misrata sind die Luftstreitkräfte der „Libyschen Armee“ stationiert.
2. „Libyens Schutzschild“: ein Bündnis verschiedener islamistischer Milizen, denen eine Nähe zu al-Qaida nachgesagt wird. Teile davon sollen sich den „IS-Ablegern“ angeschlossen haben. Sie sollen zwischen 6.000 und 12.000 Kämpfer umfassen.
3. „LROR“ (Operationszentrale der libyschen Revolutionäre) (arabisch غرفة عمليات ثوار ليبيا): Der „LROR“ wurde als eine Art Prätorianergarde von Expräsident Busahmein im Mai 2013 gegründet. Die Miliz soll für die Entführung des ehemaligen Ministerpräsidenten Ali Seidan verantwortlich gewesen sein.[42] Der „LROR“ soll wenige hundert Kämpfer umfassen.

Kritik
Dieser Allianz wird vorgeworfen, mit radikalen islamistischen und terroristischen Gruppierungen wie Ansar al-Scharia zusammenzuarbeiten und einen islamischen Staat anzustreben. Einzelne Gruppen innerhalb der Allianz gelten als al-Qaida nahestehend. Nach der Eroberung von Tripolis wurden ihnen dort schwerste Menschenrechtsverletzungen an politischen Gegnern vorgeworfen. Insbesondere die radikalsten islamistischen Milizen, die einen islamistischen Gottesstaat anstreben, gelten als großes Hindernis für die Bildung einer Einheitsregierung.

### Die Regierung im Osten
Die Regierung unter Ministerpräsident Abdullah Thenni residiert in al-Baida. Ihr aktuelles Staatsoberhaupt ist Aguila Saleh Issa, der seit 2014 als offizielles Staatsoberhaupt Libyens gilt. Sie stützt sich auf den 2014 gewählten Abgeordnetenrat, welcher in Tobruk residiert.
Das Parlament ist allerdings laut eines Urteils des Libyschen Gerichtshofes, der seinen Sitz in Tripolis hat, im November 2014 „illegal“. Die Regierung in Tobruk erkennt dieses Urteil aber nicht an, weil es unter Gewaltandrohung zustande gekommen sein soll. Die Regierung kontrolliert den Großteil des Ostens Libyens sowie die Region des Dschabal Nafusa Berglandes im Westen mit der Stadt az-Zintan. Sie ist mit den Streitkräften von Chalifa Haftar verbündet. Zusammen bilden sie die Allianz „Würde“ (arabisch عملية الكرامة Amaliya al-Karama).
Die Regierung kontrolliert den Großteil Libyens, wobei viele Regionen wenig Bevölkerung aufweisen und gerade die Lage in Fessan zwischen Tubu-, Tuareg- und islamistischen Milizen (die die Wüste als Rückzugsort nutzen) sehr unklar ist.

#### Die Streitkräfte Haftars – Libyan National Army (LNA)

Emblem der as-Sa'iqa

Der Regierung des Ostens zur Seite stehen die Streitkräfte Libyens. Haftar wurde im Mai 2014 von Ministerpräsident Thenni, den Streitkräften Libyens sowie dem libyschen Parlament vorgeworfen, einen Putschversuch unternommen zu haben, da seine Milizen das Parlament in Tripolis gestürmt hatten. Er fungiert seitdem als undurchsichtiger Warlord.
Vor seiner Ernennung zum Oberbefehlshaber der Armee stützte sich Haftar auf seine etwa 5000 Mitglieder zählende „as-Sa'iqa“-Miliz. Dieser steht er weiterhin vor.
Kritik
Der Allianz, insbesondere von General Haftar, wird von ihren Gegnern vorgeworfen, in Libyen eine Militärdiktatur errichten zu wollen. Diese Vorwürfe gegenüber General Haftar erhoben im Sommer 2014 selbst einige seiner jetzigen Verbündeten, wie z. B. Ministerpräsident Abdullah Thenni. Im Mai 2014 bezeichnete Thenni Haftar und seine Truppen als „Gesetzlose“. Da General Haftars Streitkräfte de facto nur der Kontrolle Haftars und seines Generalstabs unterliegen und gegen sowohl dessen islamistische wie auch politische Gegner wahllos Krieg führen, gelten sie als großes Hindernis bei der Bildung einer Einheitsregierung. Außerdem werden ihr schwere Menschenrechtsverletzungen und willkürliche Zerstörungen vorgeworfen.

### Internationale Akteure
Verbündete und Unterstützer der Regierung von Fayiz as-Sarradsch (Sarraj)
- Vereinigte Staaten: US-Spezialeinheiten sind seit dem Dezember 2015 im Land, jedoch bestätigt die US-Regierung nur, dass die Einheiten beratend im Land seien.[52][53] 2016 haben die USA mit Luftschlägen eine Offensive gegen den IS in Sirte unterstützt und bombardieren seither auch weiterhin gelegentlich Al-Qaida- und IS-Stellungen im Zentrum des Landes, so zuletzt im September 2017, als nach US-Angaben über ein Dutzend Islamisten getötet worden seien.[54]
- Italien: Italien gilt als engster Verbündeter Serrajs. Seit 2016 unterhält Italien in Misrata ein Feldlazarett für sanitäre und humanitäre Hilfen, Operation Hippokrates. Über die Entsendung der Einheiten nach Libyen wurde das italienische Parlament damals nach Ansicht der Opposition jedoch nicht informiert.[55] 2017 wurden im Hafen von Tripolis Marineeinheiten der Finanzwache mit sechs Schiffen stationiert, Operation Sicheres Meer, die die libysche Küstenwache bei der Bekämpfung des Menschenhandels und der illegalen Einwanderung unterstützen soll. 2018 wurden beide Missionen unter ein Kommando vereint und laufen unter der Abkürzung MIASIT (Missione bilaterale di assistenza e supporto in Libia dt. Bilaterale Hilfs- und Unterstützungsmission in Libyen) weiter. Das italienische Kontingent umfasst 400 Soldaten.[56][57][58][59]
- Frankreich gab am 20. Juli 2016 zu, dass Spezialeinheiten in Libyen operieren. Dies erfolgte, nachdem ein Helikopter mit drei Soldaten bei einer Geheimdienstoperation abgestürzt ist. Le Monde berichtet jedoch bereits im Februar 2016, dass Spezialeinheiten im Land seien.[60]
- Vereinigtes Königreich: Großbritannien soll SAS Soldaten nach Libyen geschickt haben. Jedoch verweigert die Britische Regierung einen Kommentar zu diesem Thema. Die Soldaten sollen dabei eng mit Jordanischen Spezialeinheiten zusammenarbeiten.[61][62] Man gibt einzig zu, die Royal Air Force für Aufklärungsflüge in Libyen einzusetzen.[60]
- Türkei: Die Türkei unter Staatspräsident Recep Tayyip Erdoğan unterstützt seit dem Umbruch in der arabischen Welt 2011 zahlreiche islamistische Bewegungen.[63] Insbesondere die Muslimbruderschaft wurde von Erdoğan seit 2011 großzügig gefördert. Nachdem zeitweise sowohl Tunesien durch die Ennahda und Ägypten durch die Freiheits- und Gerechtigkeitspartei regiert wurden und in Libyen die Partei für Gerechtigkeit und Aufbau dem ehemaligen Staatschef Nuri Busahmein nahestand, schienen diese Pläne aufzugehen. Doch nachdem im Zuge des Militärputschs in Ägypten 2013 die Muslimbruderschaft gestürzt und die Ennahda in Tunesien abgewählt wurde, konzentriert sich die türkische Regierung darauf, zumindest die Gegenregierung in Tripolis zu halten.[64][65] Am 23. Februar 2015 beendete die anerkannte Regierung Libyens die Zusammenarbeit mit allen türkischen Firmen, die bis dahin eine starke Präsenz in der libyschen Erdölindustrie hatten.[66] Auch sollten seit 2015 Flüge der Air Libya, die zwischen Tripolis und der Türkei verkehren, einen Zwischenstopp im östlichen Teil Libyens einlegen, damit weder Dschihadisten aus Syrien oder dem Irak, noch Kämpfer, Waffen und Nachschub für „Morgenröte“ ins Land kommen.[67]

Die Türkei blieb aber im libyschen Bürgerkrieg auf der Seite des GNA aktiv, spätestens seit 2019 ist sie mit eigenen Drohnensystemen in Libyen im Einsatz. Ein Report des amerikanischen Verteidigungsministeriums erhob im September 2020 schwere Vorwürfe gegen die von der Türkei unterstützten syrischen Söldner in Libyen. Nach Angaben des AFRICOM sind die Söldner aus Syrien unerfahren, ungebildet und nur durch die Aussicht auf hohen Verdienst motiviert, durch von ihnen begangene Diebstähle und sexuelle Übergriffe habe sich die Sicherheitslage im Westen Libyens weiter verschlechtert. Das Ministerium gab die Zahl der syrischen Söldner mit 5000 an, die vom privaten türkischen Söldnerunternehmen Sadat befehligt und bezahlt werden, hinzu kommen einige hundert reguläre türkische Truppen, einschließlich des Personals für die Steuerung der Drohnensysteme.
- Katar: Auch Katar trat nach dem Arabischen Umbruch 2011 als großer Unterstützer der Muslimbruderschaft in Erscheinung. Katar fördert seit dem Ende der Revolution 2011 insbesondere islamistische Bewegungen in Libyen finanziell. Im Februar 2015 beschuldigte Thenni Katar, Waffen an „Morgenröte“ zu liefern.[70][71][72][73][74][18]
- Jordanien: Jordanische Spezialeinheiten sollen eng mit den britischen SAS zusammenarbeiten.[61]
- Sudan: Der Sprecher General Haftars warf dem Sudan im Juni 2014 vor, von Katar bezahlte Waffen an islamistische Milizen um Abd al-Hakim Balhadsch weiterzuleiten. Die sudanesischen Streitkräfte leugneten dies. Eine UN-Kommission ermittelte jedoch, dass Sudan in Verletzung des Waffenembargos drei Kampfhubschrauber des Typs Mil Mi-24/35 nach Libyen vermietet hatte. Um Lufttransporte aus dem Sudan zu verhindern und abzufangen, hat die Haftar-treue Luftabwehrabteilung angekündigt, in den Kufra-Oasen nahe der libysch-sudanesischen Grenze P-12 und P-18 Radargeräte zu installieren.[75] Im Februar 2015 erklärte die sudanesische Regierung von Umar al-Baschir ihre Anerkennung und Unterstützung der Regierung in Tobruk.[76]
- Ukraine: Die Rolle der Ukraine im Konflikt ist sehr unklar. Im August 2014 besuchte zunächst eine libysch-türkische Delegation die Ukraine, um Sturmgewehre und Munition zu kaufen. Der ukrainische Außenminister Pawlo Klimkin empfing im Februar 2015 als weltweit erster Außenminister eine Delegation von „Morgenröte“ in Kiew.[77] Beobachter gehen davon aus, dass „Morgenröte“ mit ukrainischer Hilfe Mig-23 Kampfflugzeuge aus der Zeit des Gaddafi-Regimes wieder einsatzfähig machen möchte.[78] Diese Bemühungen hatten offenbar Erfolg. „Morgenröte“ verfügt seit Februar 2015 über eine eigene Luftwaffe, die Angriffe auf Städte der Regierung wie Ras Lanuf[79] oder az-Zintan[80] durchgeführt hat. Die Gründe, warum die Ukraine in Libyen präsent ist, dürften wie im Falle von Belarus daraus resultieren, dass viele Waffensysteme der libyschen Milizen aus der ehemaligen UdSSR oder Russland kommen. Daher verfügen sowohl die Ukraine, als auch Belarus über die technischen Möglichkeiten, Ersatzteile oder Munition zu liefern. Spekulativ ist, dass es der Wirtschaft der Ukraine extrem schlecht geht und die Gegenregierung mit Katar einen solventen Sponsor an der Hand hat. Eine solche Kooperation sah man zumindest im Bürgerkrieg in Syrien. Hier arbeiteten die Türkei (als Transitland), die Ukraine (als Waffentransporteure), der Sudan (als Waffenfabrikant) und Katar (als Sponsor) bei der Bewaffnung der syrischen Opposition eng zusammen.[81] Dies ist dieselbe Koalition, die nun im Verdacht steht, die Gegenregierung zu bewaffnen.

Verbündete und Unterstützer von General Haftar
- Ägypten: Ägyptens Eingreifen in den Krieg hat sowohl innenpolitische wie außenpolitische Gründe. Außenpolitisch fürchtet die Regierung in Kairo, dass Libyen im Chaos zum Rückzugsort des IS werden könnte bzw. faktisch dabei ist, das zu werden. Da man bereits auf der Sinai-Halbinsel im Zuge des Sinai-Aufstandes gegen radikale Islamisten und IS-Ableger kämpft, fürchtet man hier den Zweifrontenkrieg.[82] Nach dem Militärputsch in Ägypten 2013 konnte das ägyptische Militär die dort herrschenden Muslimbrüder stürzen. Nachdem „Fadschr Libia“ Tripolis einnehmen konnte, flohen viele Muslimbrüder nach Tripolis. Daher unterstützt Kairo General Haftar in der Hoffnung, dass dieser sowohl die IS-Ableger als auch die innenpolitischen Feinde der ägyptischen Regierung bekämpft.[83] Es besteht der Verdacht, dass Ägypten Mil Mi-8 Hubschrauber und MIG-21 Kampfflugzeuge geliefert hat.
- Vereinigte Arabische Emirate: Die Vereinigten Arabischen Emirate (VAE) stellen sich gegen Fadschr Libia aus primär innenpolitischen Gründen. Man strebt eine Ordnung vor dem Arabischen Frühling 2011 an und bekämpft unabhängig islamistisch agierende Bewegungen wie die Muslimbruderschaft. Seit Februar 2015 hat man sich mit der Regierung des Sudan (die die Gegenregierung unterstützt) verständigt, in Libyen eine Übergangsregierung einzusetzen.[84]
Die Luftwaffen beider Länder flogen seit August 2014 verschiedene Angriffe auf Städte der Gegenregierung wie Tripolis oder Misrata.[85][86] Im Jahr 2019 flog die VAE insgesamt 850 Drohnen- und Jetangriffe gegen Sarraj.[41]
- Russland: Vor 2011 kaufte Libyen in großer Zahl Waffen in Russland. Diese Beziehungen sollen nun wieder erneuert werden. Da auch die Beziehungen zwischen Ägypten (der wichtigste Verbündete Haftars) und Russland enger werden[87][88] und Russlands Wirtschaft eine Krise durchläuft, bietet sich Libyen als neuer Exportmarkt an. Private Söldner der russischen Gruppe Wagner sind in dem Konflikt involviert.[41] Im September 2020 bezifferte das US-Verteidigungsministerium die Zahl der russischen Söldner auf 3000, weitere 2000 von Russland unterstützte syrische Söldner kämpften auf der Seite Haftars.[69]
- Belarus: Belarus liefert laut UN-Bericht Waffen trotz Waffenembargo an die Regierungstruppen, darunter auch 3.000 Tonnen Munition. Fünfzehnmal wurde der Flughafen Ghadames angeflogen, wo Waffen an die Milizen aus az-Zintan („Zintan-Brigaden“) übergeben wurden. Allein zwischen dem 31. August 2014 und dem 21. September 2014 wurden mit 20 Flügen 900 Tonnen Munition an die Regierung geliefert. Das Interesse von Belarus am Konflikt dürfte ausschließlich wirtschaftlich begründet sein. Die staatlichen Waffenwerke Belwneschpromserwis liefern oftmals Waffen auch gegen bestehende Waffenembargos in Bürgerkriegsländer.

### Die Terrororganisationen „Islamischer Staat“ und „al-Qaida“
Die verworrene Situation in Libyen zwischen beiden Regierungen mit ihren internationalen Verbündeten, einer unklaren Rechtslage, zahlreichen autonomen Milizen und auf eigene Rechnung arbeitenden Warlords nutzen Ableger der Terrororganisationen „Islamischer Staat“ und „al-Qaida“ aus, um beide Allianzen zu bekämpfen und deren Gebiete zu erobern. Die erste libysche Stadt, die der Ableger des „IS“ kontrollierte, war Darna. Die Versuche von „Amaliya al-Karamah“ die Stadt zurückzuerobern, scheiterten. Der „IS“-Ableger konnte sogar (trotz Hilfe durch die ägyptische Luftwaffe für „Würde“) seine Präsenz im Umland von Darna zunächst ausbauen. Erst im Sommer 2015 gelang einer Koalition aus islamistischen Milizen und bewaffneten Einwohnern die Vertreibung des IS aus Darna. Eine weitere neue Hochburg des „IS“ liegt in Sirte. Infolge der Einnahme von an-Nufalija wurde diese Stadt nach Kämpfen mit den Milizen von „Fadschr Libia“ im Februar 2015 offenbar erobert. Der Stamm Firdschan verweigerte dem IS die Unterwerfung; daraufhin erschoss die Terrormiliz dort einen Prediger, der Mitglied dieses Stammes war. Anschließend erhoben sich überwiegend junge Firdschan gegen ihre Herrschaft. Als Rache tötete IS zahlreiche Stammesangehörige, die Angaben über die Zahl der Todesopfer schwanken zwischen 38 und 200. Die Opfer des IS wurden in der Stadt öffentlich gekreuzigt und enthauptet. Keine der beiden Regierungen Libyens kam den gegen IS kämpfenden Einwohnern der Stadt zu Hilfe.
Nach der Enthauptung von 21 koptischen Christen in Sirte griff Ägypten zum ersten Mal offen in den Krieg ein und bombardierte libysche Stellungen des „IS“. Katar berief daraufhin seinen Botschafter aus Ägypten ab. Ägypten warf nach diesem Schritt Katar vor, den „Terrorismus“ in Libyen zu unterstützen. Der Golf-Kooperationsrat hingegen kritisierte Ägypten für „falsche Anschuldigungen“.
Während der Krieg zwischen „Würde“ und „Morgenröte“ immer weiter eskaliert und beide Seiten Luftangriffe auf die Städte der jeweils anderen Seite fliegen, gelingt es dem „IS“ im März 2015 in Libyen weiter gegen beide Seiten vorzurücken. Eine libysche Menschenrechtsaktivistin schrieb am 3. März 2015: „So viele Bombardierungen heute in Libyen. Und keine davon gegen den IS.“

## Kriegsverlauf seit Mai 2014

### 16.–18. Mai 2014: „Operation Würde“ – Offensiven in Bengasi und Tripolis
Der Krieg begann am 16. Mai 2014 mit einer Offensive von Haftars Streitkräften in Bengasi gegen islamistische Gruppierungen wie Ansar al-Scharia. Diese soll für mehrere Entführungen und Morde, unter anderem an dem damaligen US-Botschafter J. Christopher Stevens, verantwortlich sein. Diesem Kampf schlossen sich auch die libysche Luftwaffe und die Spezialtruppen as-Sa'iqa an. Die Kämpfe dauerten auch Ende Februar 2015 noch an und sind einer der Brennpunkte des Krieges. Besonders der Flughafen Bengasi ist zwischen der Nationalen Libyschen Armee und Ansar al-Scharia umkämpft.
Am 17. Mai 2014 verkündete Haftar, dass das libysche Parlament abgesetzt sei und Tripolis bald „befreit“ werde. Er erklärte, dass der Allgemeine Nationalkongress illegal sei, weil das Parlament geduldet hätte, dass Terroristen in Libyen hätten Fuß fassen können. Regierungschef Thenni bezeichnete wiederum Haftars Offensive als illegal. Die Regierung verhängte daraufhin eine Flugverbotszone über Bengasi.
Haftars Milizen versuchten ab dem 18. Mai 2014 Tripolis einzunehmen. Ausgestattet mit auf Pick-ups geladenen Flugabwehrkanonen, Mörsern und Raketenwerfern wurde der libysche Nationalkongress angegriffen. Viele Abgeordnete sollen hier um „ihr Leben gerannt“ sein. Am selben Tag verkündeten Offiziere die Auflösung des Nationalkongresses. 40 Abgeordnete des Parlaments und der Großteil der Armee schlossen sich Haftar an. Am 21. Mai 2014 verkündete die Allianz der Nationalen Kräfte, dass sie Haftar gegen „die Kräfte des Terrorismus, der Dunkelheit, des Mordens und des Chaos“ unterstützen werde. Auch der Innenminister schloss sich der neuen Allianz an.
In einer Fernsehansprache beschuldigte Haftar, umgeben von Offizieren, das islamistisch geführte Parlament Libyen zu einem Staat gemacht zu haben, der „Terrorismus sponsern“ würde und in dem „Terroristen“ die Regierung und den Staat infiltrieren würden. Doch der Staatsstreich scheiterte, als erste Kämpfe aus Tagiura und Tripolis gemeldet wurden. Ansar al-Sharia beschuldigte Haftar, einen „Krieg gegen den Islam“ zu führen, und nannte ihn den „wahren Terroristen“. Haftars Allianz bezeichnete sie als eine Mischung aus „ehemaligen Angehörigen des Gaddafi-Regimes und ihren Meistern aus dem Westen“.
22.–31. Mai: Pro-Haftar-Demonstrationen:

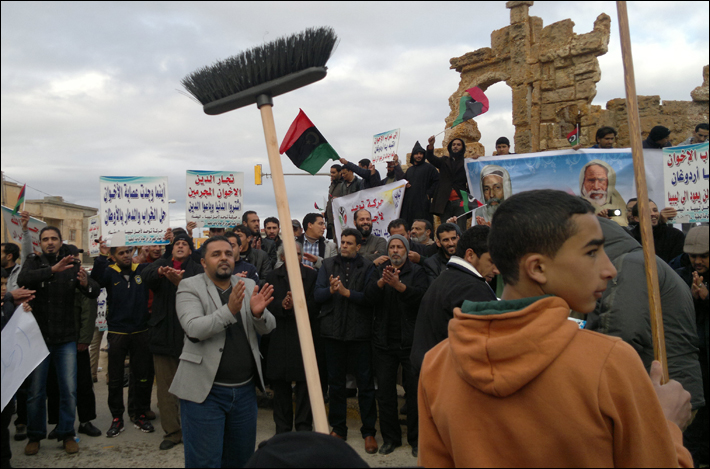
Pro-Haftar-Demonstranten

Die Tage nach der dramatischen Eskalation beider Lager waren geprägt durch Massenproteste für General Haftar. Zehntausende Libyer demonstrierten für Haftar mit Rufen und Bannern wie „Nein zu den Milizen, sonst wird Libyen zu einem neuen Afghanistan“. In Tripolis demonstrierten Menschen gegen das Parlament und für die Unterstützung der „Nationalen Armee“. Sie sangen die Nationalhymne und trugen Banner mit der Aufschrift „Ja zu Würde“ und „Libyen ist in großen Problemen, wir wollen die Polizei, wir wollen die Armee!“
Die Freitage am 23. und 30. Mai 2014 wurden von den Anhängern Haftars „Tage der Würde“ genannt (nach der Offensive, die Haftar eine Woche zuvor gestartet hatte). Ein Teil der Regierung unterstützte in einem Statement die Proteste. Innerhalb der Regierung selbst wurde erbittert zwischen beiden Lagern um den Posten des Ministerpräsidenten gerungen. Zunächst schien sich das islamistische Lager mit der Wahl Ahmed Miitigs durchzusetzen. Dann konnte aber das Pro-Haftar-Lager mit Verteidigungsminister Thenni die Oberhand erlangen.

### Juni 2014: Parlamentswahl und Kämpfe in Bengasi
Im Juni 2014 verließen Thenni und sein Kabinett Tripolis in Richtung al-Baida, da die Lage in der aufgeheizten Hauptstadt zu unsicher wurde. Tarek Mitri, Leiter der United Nations Support Mission in Libya, versuchte die Gespräche zwischen beiden Lagern wieder in Gang zu bringen.
Im Juni 2014 starteten Haftars Truppen verschiedene Angriffe auf Bengasi. Ihnen gelang es aber nicht, die Stadt einzunehmen. Den USA glückte es hingegen, den mutmaßlichen islamistischen Terroristen Ahmed Abu Chatallah unter Einsatz eines Spezialkommandos gefangen zu nehmen. Am 22. Juni 2014 verkündete General Haftar ein 48-Stunden-Ultimatum, in dem alle Bürger Katars und der Türkei den Osten Libyens zu verlassen hätten.
In diesem Chaos fand schließlich die Parlamentswahl in Libyen 2014 statt, welche geprägt war durch Morde an politischen Gegnern. So wurde etwa am 25. Juni 2014 die Menschenrechtsaktivistin Salwa Bughaigis in Bengasi erschossen. Die Wahl gewannen die Kräfte um Haftar.

### Juli 2014: Schlacht um Tripolis und Eroberung Bengasis durch Ansar al-Scharia
Anfang Juli 2014 sammelten die Gruppen, die das Wahlergebnis Ende Juni nicht anerkannt hatten oder in Opposition zu Haftar standen, ihre Truppen im Umland von Tripolis und begannen am 13. Juli 2014 unter dem Codenamen Fadschr Libia eine Offensive auf die Hauptstadt.
Rund einen Monat wurde um den International Airport in der Schlacht um den Flughafen Tripolis gekämpft. Die Kampfhandlungen wurden mit schwerer Artillerie und Grad-Raketenwerfern ausgetragen. Eine neue Dimension erreichte der ausgebrochene Bürgerkrieg durch das Eingreifen Ägyptens und der Vereinigten Arabischen Emirate. Die Luftwaffen beider Länder unterstützten die Regierungstruppen (Haftars) bei der Verteidigung von Tripolis und bombardierten Stellungen von „Morgenröte“. Der libysche Bürgerkrieg erreichte nun seine nächste Eskalationsstufe und war zum Stellvertreterkrieg der Regionalmächte geworden.
Ende Juli 2014 evakuierte die UN ihr Personal, nachdem 13 Mitarbeiter den Kämpfen zum Opfer gefallen waren. Auch die meisten ausländischen Botschaften zogen nun ihre Mitarbeiter aus Tripolis ab. Mohamed Sowan, der Sprecher der Partei für Gerechtigkeit und Aufbau (örtlicher Ableger der Muslimbruderschaft), begrüßte die Offensive auf die Hauptstadt. Sie sei notwendig als Antwort auf Haftars „Operation-Würde“-Offensive.
Auch in Bengasi gerieten die Regierungstruppen in die Defensive. Hier rief Ansar al-Scharia im Juli 2014 ein Emirat in Libyen aus. Später schwor dieses Emirat dem „Islamischen Staat“ unter Anführer Abu Bakr al-Baghdadi die Treue. Haftar bezeichnete den Abzug der Armee aus Bengasi als „taktischen Rückzug“.

### August 2014: Eroberung von Tripolis durch „Morgenröte“
Im August 2014 verabschiedete der Abgeordnetenrat ein Gesetz, das die Milizen der Aufständischen im Westen formal auflöste. Gleichzeitig bat das Parlament die UN um Hilfe, um des Aufstands im Westen Herr zu werden.
Die Stadt Darna im Osten geriet nun immer mehr zu einem weiteren Brennpunkt im Krieg. Sie gilt bereits seit Jahren als Hochburg von radikalen Islamisten. Anhänger des „IS“ formierten sich im Umland und es begannen Kämpfe gegen die Streitkräfte Haftars.
Am 12. August wurde der Polizeichef von Tripolis ermordet. Am 17. August 2014 bombardierten zunächst unidentifizierte – später bekannte sich die libysche Nationalarmee Haftars dazu – Flugzeuge Stellungen der „Morgenröte“ in Tripolis. Am 23. August 2014 gab „Morgenröte“ bekannt, dass nach einmonatigen Kampfhandlungen Tripolis in ihre Hände gefallen sei. Nach dem Fall der Hauptstadt begannen die Milizen der „Morgenröte“ mit den Anhängern General Haftars und der Regierung „abzurechnen“. Zahlreiche Menschen fielen Morden oder Entführungen zum Opfer, darunter war der ehemalige Ministerpräsident Mustafa Abu Schagur.
Inmitten dieser Wirren erklärte die Übergangsregierung von Thenni, die einst aus Tripolis in den Osten des Landes geflohen war, ihren Rücktritt. Kurz darauf verlor diese Regierung endgültig die Kontrolle über Tripolis, wo bewaffnete Milizionäre Ministerien und Staatsgebäude blockierten.
Der Abgeordnetenrat erklärte die Gegenregierung zu „Terroristen“. Diese hatte nun das alte Parlament als „Neuer Allgemeiner Nationalkongress“ wieder eingesetzt und erklärte ihrerseits das Parlament in Tobruk für „illegal“. Der Abgeordnetenrat tagte aus Sicherheitsgründen auf einer griechischen Fähre nahe der ägyptischen Grenze.

### Entwicklung bis Jahresende 2014: Bildung einer „Gegenregierung“ in Tripolis
Mit dem Fall von Tripolis hat die nach Tobruk geflohene Nationalversammlung samt dazugehöriger Regierung die Kontrolle über die ehemalige Hauptstadt des Landes verloren. Dort bildet sich nun unter dem Einfluss lokaler Milizen eine neue, „Gegenregierung“ genannte, Regierung sowie ein eigenes, neues Parlament heraus – worauf das Parlament in Tobruk mit einem Terrorismusgesetz reagiert, das auf das „islamistische Gegenparlament“ in Tripolis abzielt. Ab nun teilen sich zwei Regierungen die Kontrolle über das Land.
Im September 2014 baute „Morgenröte“ (Fadschr Libya) ihre Stellungen im Westen Libyens aus. Am 15. September 2014 wurde die mehrheitlich von Berbern bewohnte Stadt Gharyan Ziel von Luftangriffen, laut General Haftar durch Einsatz seiner Truppen. US-Offizielle machten jedoch die Luftstreitkräfte von Ägypten und den Vereinigten Arabischen Emiraten dafür verantwortlich.
Im Oktober 2014 gab es schwere Kämpfe um Kikla zwischen „Morgenröte“ und den mit Haftar verbündeten „Sintan-Brigaden“. Nun wurde auch das Bergland Dschabal Nafusa zum Kriegsschauplatz. Mitte Oktober 2014 forcierten Haftars Streitkräfte und die Ägyptische Luftwaffe eine neue Offensive auf Bengasi.
Auch Fessan wurde jetzt zum Kriegsgebiet. Tubu-Milizen, die der Regierung in Tobruk nahestehen, kämpften hier um Ölfelder gegen Tuareg-Milizen, die mit der Gegenregierung in Tripolis verbündet sind.
Ende Oktober 2014 konnte der „IS“-Ableger Darna erobern. Dies war die erste Stadt, die der „Islamische Staat“ außerhalb des Iraks und Syriens unter seine Kontrolle bringen konnte. Danach fanden im Umland schwere Kämpfe mit den Streitkräften der Regierung statt.
Im November 2014 konnte die Regierung Kikla zurückerobern, während die Gegenregierung in Fessan die Einnahme des „El-Sharara“-Ölfelds verkündete.
Anfang November 2014 gab es erste Friedensgespräche zwischen beiden Parlamenten. Diese fanden im Sudan nach Vermittlung der dortigen Regierung statt. Seit November 2014 kam es jedoch auch verstärkt zu Anschlägen in den Gebieten beider Parlamente. So wurde sowohl Tobruk als auch Tripolis Ziel von Anschlägen.
Am 24. und 25. November 2014 fanden neue Angriffe auf Tripolis durch die Luftstreitkräfte General Haftars statt. Ein Gericht in Tripolis ordnete deswegen an, Haftar in Haft zu nehmen. Am 2. Dezember 2014 gab es weitere Luftangriffe durch Haftars Streitkräfte auf die Stadt Zuwara im Westen Libyens.
Im Dezember 2014 kam es in Tripolis zu Demonstrationen für die Wiedereinrichtung des Königreichs Libyen. Eine konstitutionelle Monarchie solle die eskalierte Krise zwischen beiden Lagern beenden.
Ende Dezember 2014 begann „Morgenröte“ die Operation „Sonnenaufgang“ mit dem Ziel, die großen Ölverladehäfen wie Ras Lanuf zu erobern. Diese Aktion konnte von den Regierungstruppen mit Hilfe der Luftwaffe zurückgeschlagen werden, setzte aber die größten Öltanks des Landes in Brand. Am 28. Dezember bombardierte die Luftwaffe der Regierungstruppen Misrata. Ende Dezember startete „Morgenröte“ zudem einen Angriff auf Sirte.

### Januar bis Februar 2015 – Offensiven des „Islamischen Staates“ in Darna und Sirte
Im Januar 2015 wurde vor der Küste der (vom „IS“ besetzten) Stadt Darna ein griechischer Tanker bombardiert. Am 6. Januar stellte Turkish Airlines als letzte ausländische Fluggesellschaft den Flugbetrieb nach Libyen ein.
Mitte Januar reiste der Staatschef der Gegenregierung Nuri Busahmein zu Gesprächen in die Türkei und traf dort Präsident Erdoğan und Ministerpräsident Ahmet Davutoğlu. Am 16. Januar wurde eine Feuerpause zwischen „Würde“ und „Morgenröte“ vereinbart. Beide Seiten stimmten weiteren Gesprächen unter UN-Vermittlung zu.
Am 27. Januar gab es in Tripolis einen Anschlag auf das „Corinthia Hotel“, dem zehn Menschen (darunter fünf Ausländer) zum Opfer fielen. Später bekannte sich der „IS“ zu diesem Anschlag.
Anfang Februar 2015 konnte der „IS“ ein Ölfeld südlich von Sirte erobern. Am 9. Februar verkündeten „IS“-Medien, dass die Kleinstadt an-Nufalija eingenommen worden sei. Daraufhin habe man einen Emir als Vertreter des „Kalifen“ al-Baghdadi eingesetzt. Am 13. Februar wurde schließlich auch Sirte erobert.
Am 15. Februar wurde vom „IS“ ein Video veröffentlicht, das die Enthauptung von 21 koptischen Christen in Libyen zeigte. Die ägyptischen Luftstreitkräfte flogen daraufhin Vergeltungsangriffe auf Derna und das dortige Umland. Am 20. Februar verübte der „IS“ einen Anschlag auf Gubba, die Heimat des Übergangspräsidenten Aguila Saleh Issa. Diesem Attentat fielen 40 Menschen zum Opfer. Sowohl die US-Regierung als auch die beiden libyschen Allianzen verurteilten den Anschlag.
Anfang Februar versuchten beide Regierungen, Waffen aus Russland und der Ukraine (trotz bestehenden UN-Waffenembargos) zu erlangen. Seit Februar verfügt auch „Morgenröte“ über eine eigene Luftwaffe. Vor neuen Friedensgesprächen flog „Morgenröte“ Luftangriffe auf die Ölverladestationen der Regierung. „Würde“ griff daraufhin wichtige Infrastrukturanlagen der Gegenregierung wie den Mitiga International Airport an.
Am 23. Februar 2015 erklärten die Vereinten Nationen in einem Papier, dass das Waffenembargo immer durchlässiger sei und immer mehr Staaten das Embargo brechen würden. Genannt wurden explizit: Ägypten, die Vereinigten Arabischen Emirate und Belarus auf Seiten der Regierung, sowie die Türkei, Sudan, Katar und die Ukraine auf Seiten der Gegenregierung.

### März 2015: Friedensgespräche und Kampf um Sirte
General Haftars Ernennung zum Oberbefehlshaber der Streitkräfte Libyens (LNA) Anfang März 2015 führte zu einer weiteren Eskalation im Bürgerkrieg. Beide Seiten intensivierten ihre Luftangriffe. Nach der Eskalation des Luftkriegs trafen sich beide Allianzen in Marokko, um über einen Friedensvertrag und eine neue gemeinsame Regierung zu verhandeln. Marokkos islamistisch-säkulare Koalitionsregierung unterstützt den Friedensprozess.
Nach den Friedensgesprächen beantragte die Regierung bei der UN, dass sie 150 Panzer, 150 Schützenpanzer, 10.000 Granatwerfer, 1.000 Scharfschützengewehre, 8 Kampfhubschrauber, 6 Kampfflugzeuge, 4 Bomber sowie mehrere zehntausend Sturmgewehre samt Munition kaufen dürfe, um der Bedrohung durch den „IS“ Herr zu werden. Anfang März hatte der „IS“ bei einem Angriff auf ein Ölfeld elf libysche Wachleute getötet und neun ausländische Arbeiter entführt. Der Antrag wurde dennoch abgelehnt. Beide Regierungen sollen erst zu einer Übereinkunft kommen, bevor das Waffenembargo aufgehoben werde. Lieferanten der Kriegsgüter sollen die Ukraine, Tschechien und Serbien sein.
Zwischen Februar und März 2015 setzte ein Exodus ägyptischer Gastarbeiter aus Libyen ein. Bis zu diesem Zeitpunkt arbeiteten rund 900.000 ägyptische Staatsbürger in Libyen. Viele davon befanden sich daraufhin auf der Flucht.
Mitte März 2015 kam es zu schweren Kämpfen zwischen „Morgenröte“ und dem „IS“ um die Hafenstadt Sirte. In den Monaten Februar und März hatte der „IS“ seine Präsenz um Sirte kontinuierlich ausgebaut. Nach Angaben von HRW wurden bei der Bombardierung von Sirte und Ben Dschawad illegale Streubomben eingesetzt. Mitte März verübte der „IS“-Ableger als „Vergeltung“ Anschläge in Tripolis und auf Kasernen in Misrata.
Am 16. März 2015 berieten die Außenminister der EU über einen möglichen neuen Militäreinsatz in Libyen. „Morgenröte“ soll mittlerweile rund 40.000 Kämpfer ins Feld führen.
Am 17. März 2015 gab „Morgenröte“ bekannt, dass man den Anführer von Ansar al-Scharia (Tunesien) Abu Zakariya al-Tunisi bei den Kämpfen um Sirte getötet habe. Dies wurde später von Internetpräsenzen des „IS“ bestätigt. Al-Tunisi soll für die Morde an den beiden tunesischen Politikern Chokri Belaïd und Mohamed Brahmi verantwortlich gewesen sein.
Am 18. März 2015 gab die Regierung Tunesiens bekannt, dass Flüge zwischen Tunesien und Tripolis und Misrata wieder erlaubt seien. Zuvor hatte Tunesien einen Konsul nach Tripolis entsandt. Der erste Flug sollte am 19. März 2015 zwischen Sfax und dem Mitiga International Airport stattfinden.
Am selben Tag gab die in Tripolis residierende National Oil Corporation bekannt, dass sie keinerlei Anweisungen mehr von einer der beiden Regierungen annehmen würde. Sie sei „neutral“ und für die Libyer da, nicht um den Krieg zu befeuern. Allerdings erkennt die Regierung den Vorstand der in Tripolis sitzenden NOC nicht mehr an; sie hat einen eigenen Vorstand berufen und erklärte Geschäfte mit der NOC Tripolis für illegal. Diesen im zerstörten Bengasi amtierenden Vorstand erkennt allerdings die in Tripolis sitzende offizielle Zentralbank Libyens (welche auch von der internationalen Gemeinschaft anerkannt wird) nicht an, über die bisher die Geschäfte mit der NOC abgewickelt wurden. Allerdings plant die Regierung in al-Baida eine eigene Zentralbank zu organisieren und hat bereits einen eigenen Vorstandsvorsitzenden für die Zentralbank ernannt, welcher aber wiederum nicht von der in Tripolis sitzenden Nationalbank anerkannt wird. Diese ganze unklare und völlig widersprüchliche Rechtslage, dürfte wiederum wirtschaftlich zum Niedergang Libyens beitragen.
Haftar ließ den Flughafen im Morgengrauen des 19. März 2015 massiv bombardieren. UNSMIL verurteilte die Attacke. Eigentlich sollte es am 19. März 2015 zu neuen Friedensgesprächen in Marokko kommen. Diese wurde verschoben, da die Delegation der Gegenregierung wegen der Luftangriffe der Regierung erst verspätet nach Marokko reisen konnte.
An diesem Tag, an dem eigentlich die endgültigen Friedensgespräche zum Abschluss kommen sollten, wurden Kämpfe aus mehreren Teilen des Landes gemeldet. Morgenröte kämpfte weiter gegen die „IS“-Ableger in Sirte. Im Westen gab es Kämpfe um az-Zawiya zwischen „Morgenröte“ und den Sintan-Brigaden. In Fessan bei der Ortschaft Brak meldeten die Streitkräfte Haftars, dass sie einige T-55 und Grad Raketenwerfer von „Morgenröte“ erobert hätten.

### März 2015: Zweite Schlacht um Tripolis
Am Freitag, den 20. März 2015, starteten die Streitkräfte Libyens eine massive Offensive auf Tripolis. Die Offensive startete fast zeitgleich, als in Marokko die Delegationen sich zu Friedensgesprächen trafen. Den Streitkräften gelang es, bis al-’Azīziyah vorzustoßen. Haftars Pressestelle verkündete „binnen Stunden die Befreiung von Tripolis“. Nachdem „Morgenröte“ Truppen aus Sirte nach Tripolis verlegt hatte, wurde diese Offensive zurückgeschlagen. Die nach Tripolis beorderten Truppen hatten dort den „IS“ bekämpft. Der UN-Sonderbeauftragte Bernardino Leon verurteilte die Angriffe. Es seien Aktivitäten, die für die internationale Gemeinschaft „inakzeptabel“ seien. Anschließend bombardierte die libysche Luftwaffe mehrmals Tripolis und den Flugplatz Zuwara. Dabei kam ein wichtiger Anführer von Fadschr Libya ums Leben.
In den folgenden Wochen konzentrierten sich die Kämpfe auf den Süden von Tripolis, ohne, dass eine Seite einen entscheidenden militärischen Durchbruch erzielen konnte. Die IS-Ableger verübten während dieser Zeit wieder verschiedene Anschläge auf Botschaften in Tripolis. Ab dem 13. April 2015 fanden in Algerien neue Friedensgespräche statt. Zuvor wurde der Ministerpräsident der Gegenregierung al-Hassi entlassen. Ihm wurde eine zu enge Nähe zu radikal-islamistischen Gruppierungen vorgeworfen.
Nachdem im März 2015 die Regierung in Tobruk die Gespräche abgebrochen hatte, stimmte der Abgeordnetenrat mit 64 gegen 12 Stimmen für neue Friedensgespräche.

### April/Mai 2015: Friedensgespräche und Flüchtlingstragödien
Im April 2015 kam es vor den Küsten Libyens zu schweren Flüchtlingstragödien mit hunderten Todesopfern.
Unter Vermittlung der Vereinten Nationen kam es zu neuen Friedensgesprächen zwischen den beiden verfeindeten Lagern. Weiterhin sind die mächtigen unabhängigen Kriegsherrn ein Hindernis zu einer Einigung. Am 11. Mai 2015 bombardierte die Luftwaffe der Regierung einen türkischen Frachter vor der Ostküste Libyens. Während die türkische Regierung angab, das Schiff sei auf dem Weg nach Tobruk gewesen und hätte Gipsplatten geladen, erklärte die libysche Regierung, das Schiff sei auf dem Weg ins „IS“-besetzte [Darna] gewesen. Die türkische Regierung verurteilte den Angriff.

### Dezember 2015: Erneute Friedensverhandlungen
Im Dezember wurde an zwei verschiedenen Friedensabkommen und zwei verschiedenen Übergangsregierungen gearbeitet. Während die internationale Gemeinschaft, unterstützt von libyschen Akteuren, einen eigenen Friedensplan präferiert, wird von wichtigen Beteiligten in Libyen ein eigener Friedensplan und eine eigene Übergangsregierung angestrebt.
Am 17. Dezember 2015 unterzeichneten Vertreter der beiden rivalisierenden Regierungen in der marokkanischen Stadt Skhirat ein mit Unterstützung der Vereinten Nationen entworfenes Abkommen zur Beendigung des Konflikts. Es sieht vor, einen präsidentiellen Übergangsrat zu bilden, der binnen 30 Tagen für die Einsetzung einer Einheitsregierung unter Fayiz as-Sarradsch sorgen soll. Im Januar 2016 lehnte das Parlament in Tobruk aber eine Klausel im Einigungsvertrag ab, die den Armeebefehlshaber Haftar entmachtet hätte, und verweigerte der Einheitsregierung seine Zustimmung.

### September 2016
Im September 2016 haben die Truppen von General Haftar die vier wichtigsten Ölterminals in Libyen eingenommen: Suwaitina, Brega, Ras Lanuf und Al-Sedra. Doch bereits im März 2017 wurden die Terminals von den Benghazi-Brigaden gestürmt und erobert. Auch die Regierung aus Tripolis unter Serraj hatte wiederholt verkündet, die wichtigen Ölterminals einnehmen zu wollen.

### Dezember 2016: Rückeroberung von Sirte
Am 5. Dezember 2016 verkündeten regierungstreue Milizen die Rückeroberung von Sirte vom IS. Die Kämpfe um die Stadt, die seit 2015 in der Hand des IS war, dessen Herrschaftsbereich sich zum Höhepunkt auf bis zu 300 Kilometer entlang der Küste ausgedehnt hatte, hatten sich monatelang hingezogen. Die Rückeroberung durch die international anerkannte Regierung in Tripolis wurde durch US-Luftschläge unterstützt.

### Ende Dezember 2017: Ablauf des Friedensabkommens
Am 17. Dezember 2017 gab Chalifa Haftar auf dem Sender Libya-Alhadath bekannt, dass er keine Verlängerung anstreben möchte und „dem Willen des Volkes folgen wird“. Daraufhin gab es in Tripolis, Benghazi und al-Chums pro-Haftar-Demonstrationen.

### Februar/März 2019
Die Truppen Chalifa Haftars übernahmen Anfang 2019 die großen Ölfelder Sharara und Feel im Becken von Murzuk mit einer Produktionskapazität von rund 430 000 Fass pro Tag. Zuvor waren diese im Dezember 2018 von Angehörigen der Petroleum Facilities Guard und Mitgliedern der Bewegung Fezzan Rage besetzt worden, um gegen die Vernachlässigung der südlichen Fessan-Region zu protestieren.

### April/Mai 2019: Versuch eines Marsches auf Tripolis
Am 4. April verkündete General Chalifa Haftar eine Offensive auf die libysche Hauptstadt Tripolis. Nach der kampflosen Übernahme eines Kontrollpostens südlich von Tripolis bezog die LNA 27 Kilometer südlich der Hauptstadt Stellung. Presserecherchen identifizierten später Versorgungsflüge durch Iljuschin Il-76 Transportflugzeuge der Gesellschaft „Reem Travel“, die Eigentümer in den Vereinigten Arabischen Emiraten und Kasachstan hat, die zu dieser Zeit mit Zwischenstation in Israel, Ägypten und Jordanien offenbar zu Militärbasen flogen, die unter Haftars Kontrolle standen. Über Libyen schalteten die Piloten zwar offenbar die Transponder ab, aber Kämpfer Haftars hatten Videos ins Netz gestellt, die das Entladen der Flugzeuge auf einem seiner Stützpunkte dokumentieren. Analysten sahen das als Beleg ausländischer Unterstützung für den Warlord und als Zeichen eines drohenden Stellvertreterkrieges, ähnlich dem in Jemen.
Am 7. April scheiterte die von Chalifa Haftar offenbar beabsichtigte handstreichartige Übernahme der Hauptstadt und es kam zu Gefechten im Umfeld der Hauptstadt zwischen Milizen der Regierung der Nationalen Übereinkunft (GNA) und Haftars LNA-Milizen. Die USA und Indien kündigten den Abzug von Truppenkontingenten aus Tripolis an. Die Russische Föderation verhinderte am 7. April im UN-Sicherheitsrat, dass eine UN-Resolution verabschiedet wurde, die Haftars angreifende Truppen zur Beendigung der Offensive aufgefordert hätte. Russland schlug umgekehrt eine eigene Resolution vor, die auch die Verteidiger aufforderte, die Kämpfe einzustellen. Haftars Truppen bombardierten am 8. April den Flughafen Mitiga.
Bis zum 20. April hatten die LNA-Kräfte Haftars vergeblich versucht die Verteidigungen der GNA im Süden von Tripolis zu überwinden. Ziele in Tripolis wurden wiederholt aus der Luft angegriffen. Raketen hätten dabei nach Augenzeugen am 20. April ein Armeelager der GNA im südlichen Stadtteil Sabaa getroffen. 227 Menschen seien bisher nach WHO-Angaben dabei getötet und 1.128 weitere verwundet worden. In der Nacht von dem 27. auf den 28. April ließ Haftar erneut Bombardements auf Tripolis fliegen. Die Anzahl der getöteten Menschen erhöhte sich bis einen Monat nach Beginn der Offensive auf 400, ohne dass sich an der Lage Wesentliches geändert hätte; stattdessen gab es Zerstörung im Süden von Tripolis und 50.000 Flüchtlinge.
Am 19. Mai besetzten Milizen, die nach eigenen Angaben zu Haftars LNA gehören, die Kontrollstation für die Wasserversorgung von Tripolis über das Great-Man-Made-River-Projekt und zwangen die Belegschaft die Versorgung abzuschalten. Nach zwei Tagen wurde die Versorgung wiederhergestellt, wer die Verantwortlichen für den Überfall waren, blieb unklar.

### Weiterer Verlauf im Jahr 2019
Am 27. Juni 2019 meldeten GNA-Streitkräfte, sie hätten die Stadt Gharyan erobert. Anfang Juli traf ein Luftangriff ein Internierungslager für Flüchtlinge in Tagiura und tötete mindestens 53 Personen. Beide Bürgerkriegsparteien beschuldigten sich gegenseitig. Eine Verurteilung des Angriffs im UN-Sicherheitsrat scheiterte am Widerstand der USA.
Im November wurde in zwei Containern, auf 56 Kubikmeter verteiltes, libysches Falschgeld sichergestellt. Die Times of Malta nannte eine russische Druckerei als Quelle.
Am 24. November traf eine US-Delegation mit Chalifa Haftar zusammen, um ein Ende der Offensive zu erreichen. Dabei wurde von den USA unter anderem die russische Einflussnahme „auf Kosten des libyschen Volkes“ beklagt.
Am 26. Dezember 2019 kündigte der türkische Staatspräsident Recep Tayyip Erdoğan an, Soldaten nach Libyen zu entsenden. Ein entsprechendes Gesetz werde dem türkischen Parlament Anfang Januar 2020 vorgelegt. Erdoğan zufolge habe die libysche Einheitsregierung die türkischen Truppen eingeladen. Die Türkei und die Einheitsregierung hatten zuvor bereits ein Abkommen zur Sicherheits- und Militärkooperation geschlossen sowie ein Abkommen über Seegrenzen im Mittelmeer, das international auf Kritik gestoßen war.

### Januar 2020: Internationale Verhandlungen zur Beilegung des Konflikts
Am 4. Januar 2020 tötet ein Drohnenangriff auf eine Militärschule in Tripolis 26 Kadetten. Am 6. Januar 2020 nahmen die Milizen Haftars die libysche Hafenstadt Sirte ein.
Nach Verhandlungen zwischen Russland und der Türkei vereinbarten Haftar und die Einheitsregierung einen Waffenstillstand, der am Morgen des 12. Januar 2020 in Kraft treten sollte. Beide Seiten warfen sich aber wenige Stunden nach Inkrafttreten des Waffenstillstands vor, ihn zu verletzen.
Eine Woche später, fünf Jahre nach dem Beginn der Flüchtlingskrise in Europa ab 2015, in der Libyen als Transitland für Flüchtlinge nach Europa gilt, und neun Jahre nach dem Beginn des Bürgerkriegs in Libyen im Februar 2011, entschlossen sich die Konfliktparteien mit ihren unterstützenden Staaten in einer internationalen Konferenz in Berlin zu einer Waffenruhe, einem Waffenembargo und einem Abzug aller ausländischen Kampfverbände.

### Frühjahr 2020: Verletzung des Waffenembargos und Geländegewinne der GNA
Nachdem trotz internationaler Verhandlungen die Belieferung von Waffen an beide Parteien durch die jeweiligen Unterstützerstaaten weiterging, beschloss die EU mit der Operation Irini, die Einhaltung des Uno-Waffenembargos durch Überwachung der Luft- und Seewege per Satellit und Marinestreitkräften ab dem 1. April zu kontrollieren.
Im April 2020 kündigte Chalifa Haftar ein im Dezember 2015 getroffenes UNO-Abkommen, das die Machtverteilung in Libyen bestätigte, auf. Im selben Monat nahmen Söldner und Milizen von Fayiz as-Sarradsch die Küstenstadt Sabrata, westlich von Tripolis, ein.
Im Mai 2020 wurde libysches Falschgeld in Höhe von 1,1 Milliarden US-Dollar auf Malta sichergestellt. Wie bereits im November 2019, als sich ein gleicher Vorfall auf Malta ereignete, wurde Russland als Absender des Geldes genannt.
Am 18. Mai verloren Haftars LNA-Truppen ihren wichtigsten Stützpunkt der Offensive, die Luftwaffenbasis Al-Watiya. Türkische Unterstützung, vor allem in Form von Drohnen, wurde als entscheidend für den Geländegewinn der Regierung der Nationalen Übereinkunft (GNA) angesehen. So hatte die Türkei im Dezember 2019 angefangen, Drohnen der Firma Baykar, die man zuvor gegen die PYD in Syrien eingesetzt hatte, nach Libyen zu verlegen. Das Muster TB2 wurde dabei zum Angriff auf die libysche Nationalarmee (LNA) und deren Versorgungslinien benutzt. Die von den Vereinigten Arabischen Emiraten an die LNA gelieferten russischen Pantsir S-1 Luftabwehrsysteme erwiesen sich dabei als unzureichend im Kampf gegen die Drohnen.
Nach einer Serie von Niederlagen beim Kampf um Tripolis zogen sich Haftars Kämpfer am 5. Juni 2020 aus Tarhuna zurück, ihrem letzten Stützpunkt im Westen des Landes. Innerhalb von wenigen Tagen hatten Haftars Streitkräfte Gelände verloren, um das zuvor 14 Monate gekämpft wurde. Die verbliebenen lokalen Milizen, die sich zuvor mit Haftar verbündet hatten, flohen nach einem kurzen Gefecht mit GNA-Truppen. Auf Sirte, dem Refugium von Haftar und seinen verbliebenen Kampfverbänden, begannen die verfeindeten GNA-Kämpfer im Juni 2020 einen Vormarsch. Ghassan Salamé, der im März 2020 zurückgetretene Leiter der United Nations Support Mission in Libya (UNSMIL), bezeichnete den Krieg im Sommer 2020 als größten Drohnenkrieg jener Zeit.

### Sommer und Herbst 2020: Waffenruhe, Demonstrationen, Rücktritte, Entlassungen und Waffenstillstand
Am 21. August 2020 gaben GNA und LNA in getrennten Erklärungen eine sofortige Waffenruhe bekannt. Zwei Tage später begannen in mehreren libyschen Städten Demonstrationen, die sich zunächst gegen Mängel in der Strom- und Wasserversorgung, die zerfallende Infrastruktur und die verbreitete Korruption richteten. Einige Demonstranten verlangten auch verfassungsmäßige Wahlen und einen Rückzug der derzeit herrschenden Klassen von der Macht. Die Demonstranten versammelten sich mehrere Tage lang auf dem „Platz der Märtyrer“ in Tripolis, ehe sich die Demonstrationen auf Misrata und az-Zawiya ausweiteten. Die GNA-Regierung reagierte mit dem Verhängen einer Ausgangssperre, die mit COVID-19 begründet wurde. Regierungsnahe Milizen schossen auch mit scharfer Munition auf die Demonstranten. Nach Angaben Amnesty Internationals wurden mindestens sechs Menschen von der regierungsnahen al-Nawasi-Miliz entführt. Libyens Regierungschef al-Sarraj ernannte daraufhin einen neuen Verteidigungsminister und einen neuen Armeechef. Der entlassene Verteidigungsminister Baschagha, der von Milizen aus Misrata unterstützt wird, reiste daraufhin zu Gesprächen in die Türkei, die sowohl die Milizen in Tripolis als auch die in Misrata unterstützt. Eine Sondergesandte der UNO reiste zu Gesprächen nach Ägypten, das General Haftar unterstützt.
Auf einer Demonstration am 23. August verhafteten die regierungsnahe al-Nawasi-Miliz den Journalisten Sami al-Sharif, der für die Radiostation al-Jawhara berichtete. Das Komitee zum Schutz von Journalisten sowie eine libysche Bürgerrechtsorganisation verlangten seine sofortige Freilassung. Die al-Nawasi-Miliz gehört zu einem Milizenkartell, das seit 2017 weite Teile von Tripolis kontrolliert und sich unter anderem an Entführungen und gefälschten Kreditbriefen bereichert. Es kam mit stillschweigender Duldung der UNSMIL und verschiedener westlicher Botschaften an die Macht, die seine Ablösung durch eine reguläre Präsidentengarde erhofften, was aber nicht eintrat.
Im September kam es auch in Benghazi und al-Mardsch im Machtbereich General Haftars zu Demonstrationen gegen die elenden Lebensumstände der libyschen Bevölkerung. Haftar unterstellte Kräfte eröffneten in al-Mardsch auf Demonstranten das Feuer. Die zu Haftar loyale Regierung von Abdullah Thennis erklärte daraufhin ihren Rücktritt.
Im Oktober 2020 einigten sich die zwei Konfliktparteien auf einen Waffenstillstand, der vorsieht, dass sämtliche ausländischen Söldner innerhalb von drei Monaten aus dem Land abgezogen werden und alle verbliebenen Kampfgruppen in die Polizei und Armee des Landes integriert werden. Nach einer darauf folgenden Rücktrittsankündigung von al-Sarraji, zog dieser die Ankündigung nach Anraten des Deutschen Außenministers Heiko Maas vorerst zurück, um ein „politisches Vakuum“ zu vermeiden.

### Ab Februar 2021: Neuer Anlauf zu Wahlen und Regierungsbildung sowie weitere internationale Verhandlung
Am 5. Februar 2021 wählten Vertreter rivalisierender Machtgruppen unter UN-Aufsicht in der Schweiz eine neue Übergangsregierung unter dem Ministerpräsidenten Abdul Hamid Dbeiba, einem Geschäftsmann, dem ein dreiköpfiges Präsidium zur Seite steht. Die Übergangsregierung wurde sowohl von Fayiz as-Sarradsch als auch von Aguila Saleh Issa unterstützt, der ostlibysche Abgeordnetenrat machte die Unterstützung aber von einem positiven Votum des Parlaments abhängig. Dieses wurde im März erteilt. Sie soll Wahlen vorbereiten, die für den 24. Dezember 2021 angesetzt sind.
Im Juni 2021 verpflichteten sich Regierungsvertreter von Russland, der Türkei, Ägypten und 13 anderen Staaten bei einer Libyen-Konferenz in Berlin darauf, alle nicht-libyschen Kombattanten unverzüglich aus Libyen abzuziehen.
Am 23. Dezember 2021 beschloss Libyens Nationale Wahlkommission aber, den für den 24. Dezember angesetzten ersten Wahlgang der Präsidentschaftswahlen nach Rücksprache mit dem Parlament zu verschieben. Hintergrund war, dass verschiedene Bewerber einander das Recht auf eine Kandidatur absprachen.
Am 10. Februar 2022 wurde Fathi Baschagha vom in Tobruk ansässigen Abgeordnetenrat zum Interimspremier ernannt. Der in Tripolis ansässige Chef der Übergangsregierung Abdul Hamid Dbeiba erkennt Baschagha aber als Regierungschef nicht an und weigert sich, zurückzutreten.
Im Frühjahr und Sommer 2022 bemühten sich Baschaga und Dbeiba, in Tripolis bewaffnete Unterstützer zu sammeln. Am 27. August 2022 schlugen die Milizen Deterrence Apparatus, eine Salafistengruppe, die zuvor als Baschaga nahestehend angesehen worden war, und Stability Support Apparatus gegen Verbündete Baschagas in Tripolis los, vertrieben diese aus der Stadt und errangen damit die Kontrolle über Tripolis. Zugleich wurden Baschaga nahestehende Milizen außerhalb der Stadt durch vermutlich türkische Drohnen angegriffen und so an der Unterstützung ihrer Verbündeten gehindert.
Im Jahr 2023 hielten die bewaffneten Auseinandersetzungen in Libyen an.

## Internationale Reaktionen

### Der Friedensplan der UN und der Maghreb-Staaten
Versuche einer Vermittlung unter Führung des Generalsekretärs der Vereinten Nationen Ban Ki-moon gab es bereits seit Ausbruch des Konfliktes im Sommer 2014. Erste Friedensgespräche scheiterten im Oktober 2014. Seit Februar 2015 gibt es neue Verhandlungen unter Leitung der UN, um eine Einheitsregierung aus „Amaliya al-Karamah“ und „Fadschr Libia“ zu erreichen.
Der Versuch Ägyptens, ein Ende oder eine Lockerung des Waffenembargos durch die UN zu erreichen und damit die Regierung Thennis beliefern und militärisch unterstützen zu dürfen, wurde am 19. Februar 2015 durch den Sicherheitsrat der Vereinten Nationen abgewiesen, welcher auf einen politischen Dialog und eine anschließende Einheitsregierung beider Seiten besteht. Diese angestrebte Einheitsregierung soll das Land stabilisieren, den Bürgerkrieg beenden und so einen dauerhaften, nachhaltigen Erfolg über den „IS“ ermöglichen. Die Bildung einer Einheitsregierung aus beiden Allianzen wird von den USA, Großbritannien, Deutschland, Frankreich, Italien und Spanien angestrebt. Dieser Plan wird auch von Marokko, Algerien und Tunesien sowie der Union des Arabischen Maghreb unterstützt. In Tunesien und Marokko regieren säkulare und islamistische Parteien in Koalitionsregierungen gemeinsam das Land, Algerien wird seit 2012 von einem Bündnis zweier säkularer Parteien geführt. Tunesiens Außenminister Taieb Baccouche und Algeriens Außenminister Ramtane Lamamra erklärten am 12. März 2015 auf einer gemeinsamen Pressekonferenz, dass man sich darauf konzentrieren werde, wie der Krieg gestoppt werden könne, und nicht, welche der beiden Allianzen man unterstützen solle. Man habe die „moralische Verantwortung“, mitzuhelfen, die Krise zu überwinden. Man unterstütze den Staat Libyen und nicht dessen Regierungen.

### Afrikanische Union
Der Rat für Frieden und Sicherheit der Afrikanischen Union rief im September 2014 eine internationale Kontaktgruppe für Libyen (ICG-L) ins Leben, um über die Lage in Libyen zu beraten.
Für Afrika hat der Konflikt unmittelbare Folgen. Laut UN strömen immer mehr Waffen aus Libyen Richtung Algerien, Tunesien, Mali und Ägypten und erhöhen dort die Schlagkraft von terroristischen Gruppierungen.

### Europäische Union
Die Europäische Union unterstützt entschieden die Friedensgespräche der UN. Sie erhofft einen Erfolg des Dialogs, da sie andernfalls chaotische Zustände mit dramatischen Konsequenzen für Europa befürchtet. Ohne eine gemeinsame Regierung drohe das Land in ein Vakuum zu fallen, in dem es Gruppen wie der „IS“ leicht hätten, Teile des Landes unter Kontrolle zu bringen. Eine Einheitsregierung hätte die volle Unterstützung der EU im Kampf gegen den „IS“.

#### Behandlung eines mutmaßlichen Kriegsverbrechers in Deutschland
Der libysche Milizenführer Abderrahim al-Kani, dem von der GNA-Regierung Verbrechen gegen die Menschlichkeit, Kriegsverbrechen und weitere schwere Menschenrechtsverletzungen vorgeworfen werden, hat sich nach Informationen der Süddeutschen Zeitung jahrelang in Deutschland unbehelligt medizinisch behandeln lassen. Zusammen mit vier seiner Brüder hatte er in der Stadt Tarhuna eine Privatarmee aufgebaut und befehligt. Ihr werden Morde, Folter und Entführungen an der Zivilbevölkerung des 65 Kilometer von Tripolis entfernten Ortes zur Last gelegt. Auch sollen Truppen der Miliz bei Angriffen auf die Hauptstadt und andere Orte Wohngebiete beschossen haben. Noch 2020 hatte sich der Mann in der Universitätsklinik Bonn behandeln lassen. Der Generalbundesanwalt und das Bundeskriminalamt wurden vom Internationalen Strafgerichtshof sowohl über seinen Aufenthalt in Deutschland informiert als auch über die Vorwürfe gegen ihn.

## Humanitäre Folgen
Beiden Allianzen werden schwere Menschenrechtsverletzungen an politischen Gegnern und Zivilisten vorgeworfen. Die Menschenrechtslage in den von der Terrororganisation „IS“ beherrschten Gebieten wurde als noch weitaus schlimmer beschrieben.
Im Februar 2015 gab es infolge der bewaffneten Auseinandersetzungen 394.000 Binnenflüchtlinge. 37.000 Flüchtlinge aus anderen Ländern, die sich in Libyen aufhielten, benötigten Unterstützung.
Im Jahr 2017 war die Gefangenschaft ohne Rechtsgrundlagen Thema eines Workshops der UNSMIL. Ein offizieller Sprecher aus Bani Walid bezifferte die Zahl der ohne Verfahren inhaftierten auf 7.000 bis 8.000 im ganzen Land. Dazu sollen etwa 900 Frauen im Ruhaimi-Gefängnis in Ain Zara gehören, die meisten von ihnen frühere Angehörige der Revolutionsgarde. Hinzu kämen Gefangene bewaffneter Banden in privaten Gefängnissen.
Durch die im Jahr 2023 anhaltenden bewaffneten Auseinandersetzungen wurden auch die Rettungsmaßnahmen nach dem Sturmtief Daniel empfindlich behindert. Nach einem 2023 erschienenen Bericht des OHCHR waren an den Kämpfen neben Libyern auch Söldner aus dem Tschad, Russland, dem Sudan, Syrien und anderen Ländern beteiligt. Der Bericht wirft allen Kriegsparteien schwere Menschenrechtsverletzungen vor. Bei der Zurückweisung von Migranten kommt es regelmäßig zu Menschenhandel und Geiselnahmen und Folterungen von Flüchtlingen, daran sind auch die beiden verfeindeten Teile der Streitkräfte Libyens unter Abdul Hamid Dbeiba und Chalifa Haftar beteiligt. Der Bericht konstatiert ferner Einschränkungen der Meinungs- und Versammlungsfreiheit, massive Gewalt gegen Frauen, interne Vertreibungen und warnt vor einer zunehmenden Einschränkung des öffentlichen Raums durch konservative, salafistische Kräfte.

### Aktivität von Bürger- und Menschenrechtsorganisationen
Verschiedene NGOs bemühen sich um die Eindämmung des Krieges, die Unterstützung seiner Opfer und die Einführung von Rechtsstaatlichkeit. Der OHCHR listet im Jahr 2020 Berichte von 13 mit Libyen befassten Menschenrechtsorganisationen und eines nationalen Menschenrechtsverbands auf. So engagiert sich die Libyan Women’s Platform for Peace für die Einbeziehung der libyschen Frauen in die Bemühungen um Frieden. Das Libya Center for Freedom of Press engagiert sich für inhaftierte und entführte Journalisten. Die Libya Platform engagiert sich seit 2016 in Zusammenarbeit mit dem Cairo Institute for Human Rights Studies (CIHRS) für die Stärkung von Bürgerrechtsorganisationen, demokratischen Wahlen, Verfolgung von Kriegsverbrechen und Entmachtung der Milizen.
Am 10. November 2020, wurde die Menschenrechtsaktivistin Hanan al-Barassi, die sich selbst „Mutter Libyens“ nannte, in Benghasi ermordet. Hanan al-Barassi, 46 Jahre alt, Rechtsanwältin aus Bengasi, setzte sich als Aktivistin für Menschenrechte in ihrer Heimat ein. Sie schreckte auch nicht davor zurück, sich mit den Mächtigen im Staat anzulegen, mit den Offizieren der Libyschen Nationalen Armee, mit dem Herrscher über Bengasi und den Osten des Landes, Warlord Khalifa Haftar, und dessen Gefolgsleuten.